# Chang'e 5-T1
Chang'e 5-T1 (嫦娥五号T1S, Cháng'é wǔhào T1P) è una sonda spaziale sperimentale lanciata il 23 ottobre 2014 dall'Agenzia spaziale cinese (CNSA) per verificare la funzionalità della capsula di rientro che sarà utilizzata nella missione Chang'e 5. A conclusione del Programma cinese di esplorazione della Luna, Chang'e 5 sarà una missione per la raccolta di campioni lunari e il loro trasporto sulla Terra.
Come le altre sonde che l'hanno preceduta, riprende il nome della divinità lunare cinese Chang'e.

## Caratteristiche
Il corpo della sonda è basato sulla piattaforma DFH-3A, già utilizzata per Chang'e 2. Lanciata a bordo di un razzo Lunga Marcia 3C, ha percorso una traiettoria di ritorno libero, ovvero procedendo direttamente verso la Luna, eseguendo un giro dietro di essa e facendo ritorno verso la Terra. È stato così possibile eseguire una prova del sistema di rientro ad alta velocità. La capsula che ha raggiunto il suolo ha trasportato esperimenti sulle conseguenze dell'esposizione di batteri e piante alle radiazioni presenti nello spazio circum-terrestre.

## Profilo di missione
Chang'e 5-T1 è stata lanciata il 23 ottobre 2014, alle 18:00 UTC dal Centro spaziale di Xichang, a bordo del vettore Lunga Marcia 3C/G2.
La sonda ha raggiunto la sfera di influenza lunare il 27 ottobre e nel momento di massimo avvicinamento (perilunio), è transitata a ~12000 km dalla superficie lunare. Sebbene la sonda non fosse equipaggiata di strumenti scientifici, era dotata di alcune fotocamere utilizzate per verificare il corretto dispiegamento dei pannelli fotovoltaici. Queste hanno permesso di raccogliere alcuni scatti della faccia nascosta della Luna, della Terra e del sistema Terra-Luna.
Durante il percorso di ritorno verso la Terra sono state eseguite alcune manovre di correzione di rotta per soddisfare gli stretti parametri richiesti dalla traiettoria di rientro. Alle 21:53 UTC del 31 ottobre 2014 la capsula si è separata dal modulo di servizio, a 5000 km di altitudine. La capsula è atterrata alle 22:42 UTC come previsto nella Mongolia Interna, seguendo una traiettoria di rientro studiata ed adottata dai russi per le sonde del Programma Zond.
La missione è durata 196,42 ore, in linea con la previsione nominale di 196 ore (8,17 giorni).
Il modulo di servizio ha evitato il rientro eseguendo all'ultimo una correzione di rotta che l'ha posto su un'orbita geocentrica con perigeo alla quota di 600 km e apogeo a 540000 km. Il veicolo disponeva ancora di 800 kg di propellente (avendone utilizzati circa 200 kg per eseguire la missione principale). In prossimità dell'apogeo, raggiunto il 9 novembre, la sonda ha fotografato nuovamente il sistema Terra-Luna, in una prospettiva — con il pianeta posto anteriormente al satellite — originale. Dopo esser passata per il perigeo il 17 novembre, la sonda è transitata in prossimità della Luna il 23 novembre e raggiunto, dopo quattro giorni, il punto lagrangiano L2 del sistema Terra-Luna, adottando un'orbita di Lissajous che ha mantenuto fino al 4 gennaio 2015.
Il 10 gennaio la sonda è entrata in un'orbita attorno alla Luna, con periastro alla quota di 200 km e apoastro a 5300 km. L'orbita è stata successivamente circolarizzata. L'Agenzia spaziale cinese ha eseguito test di volo in orbita attorno alla Luna per verificare alcune fasi delle manovre di rendezvous programmate per la missione Chang'e 5 e, tra il 30 agosto ed il 2 settembre 2015, ha acquisito immagini dei potenziali siti di atterraggio sulla faccia visibile della Luna, da una quota di 30 km.

## Payload secondario
Chang'e 5-T1 ha trasportato in orbita un carico utile privato, denominato Manfred Memorial Moon Mission (4M), montato sul terzo stadio del vettore Lunga Marcia 3C. 4M è stato realizzato dalla compagnia aerospaziale tedesca OHB, in onore del fondatore della compagnia stessa, l'Italiano Manfred Fuchs, morto nel 2014. LuxSpace ha diretto la missione.
4M, dal peso di 14 kg, si componeva di due strumenti scientifici: un radio beacon, utilizzato per provare un'innovativa modalità di localizzazione della sonda con il coinvolgimento di radioamatori, e un dosimetro — fornito dalla compagnia spagnola iC-Málaga — che ha misurato i livelli delle radiazioni durante il periodo di attività.
4M, attivato subito dopo il lancio, ha percorso un'orbita ellittica con perigeo a 143000 km e apogeo a 411600 km. La missione è terminata il 3 novembre, quando un secondo passaggio attraverso le Fasce di Van Allen ne ha determinato il guasto.

## Impatto del terzo stadio sulla superficie lunare
Come già indicato, il terzo stadio del Lunga Marcia 3C fu abbandonato in un'orbita altamente instabile.
Nel gennaio del 2022 è stato osservato un oggetto in rotta di collisione con la luna il quale, dopo un errore di riconoscimento e pur in assenza di prove definitive, si presume essere parte del razzo vettore della missione Chang'e 5 T1.
L'astronomo Bill Gray ha calcolato che, con tutta probabilità, il terzo stadio si è schiantato sulla superficie lunare il 4 Marzo 2022, nei pressi del cratere Hertzsprung; diverse conferme indipendenti supportano l'accaduto. Eventi simili sono già avvenuti in passato con conseguenze minime, come ad esempio nel caso di un esperimento durante il programma Apollo. L'evento sottolinea la difficoltà nel tenere traccia dell'orbita di corpi di piccole dimensioni, artificiali e non, presenti nello spazio profondo.
Il cratere generato dall'impatto è stato in seguito individuato alle coordinate previste e fotografato sia dal Lunar Reconnaissance Orbiter che da Chandrayaan-2.